# روبن باتون
روبن باتون (بالإنجليزية: Reuben Patton)‏ هو لاعب كرة قدم أسترالية أسترالي، ولد في 15 أغسطس 1883 في Bundalong, Victoria ‏ في أستراليا، وتوفي في 24 يونيو 1962 في ملبورن في أستراليا.

## وصلات خارجية
- روبن باتون على موقع AustralianFootball.com (الإنجليزية)
- روبن باتون على موقع AFLtables.com (الإنجليزية)